# Al-Hasakah
Al-Hasakah (kurd: Hesîçe; àrab: الحسكة, al-Ḥasaka; arameu: ܓܙܪܬܐ) és la capital de la Governació d'Al-Hasakah, a l'extrem nord-est de Síria. Té 188.160 habitants (2004). Al-Hasakah té una població mixta composta per àrabs, kurds, assiris i armenis. El riu Khabur la creua.

## Galeria

Església armènia a Al-Hasakah
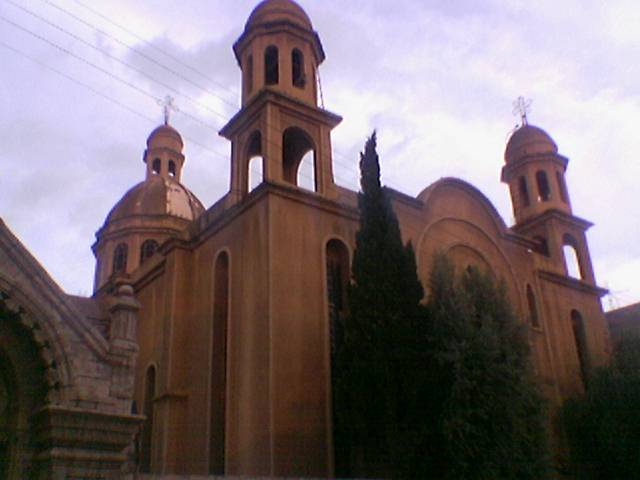
Catedral de Sant Jordi